# Francis Osborne, 5. Duke of Leeds

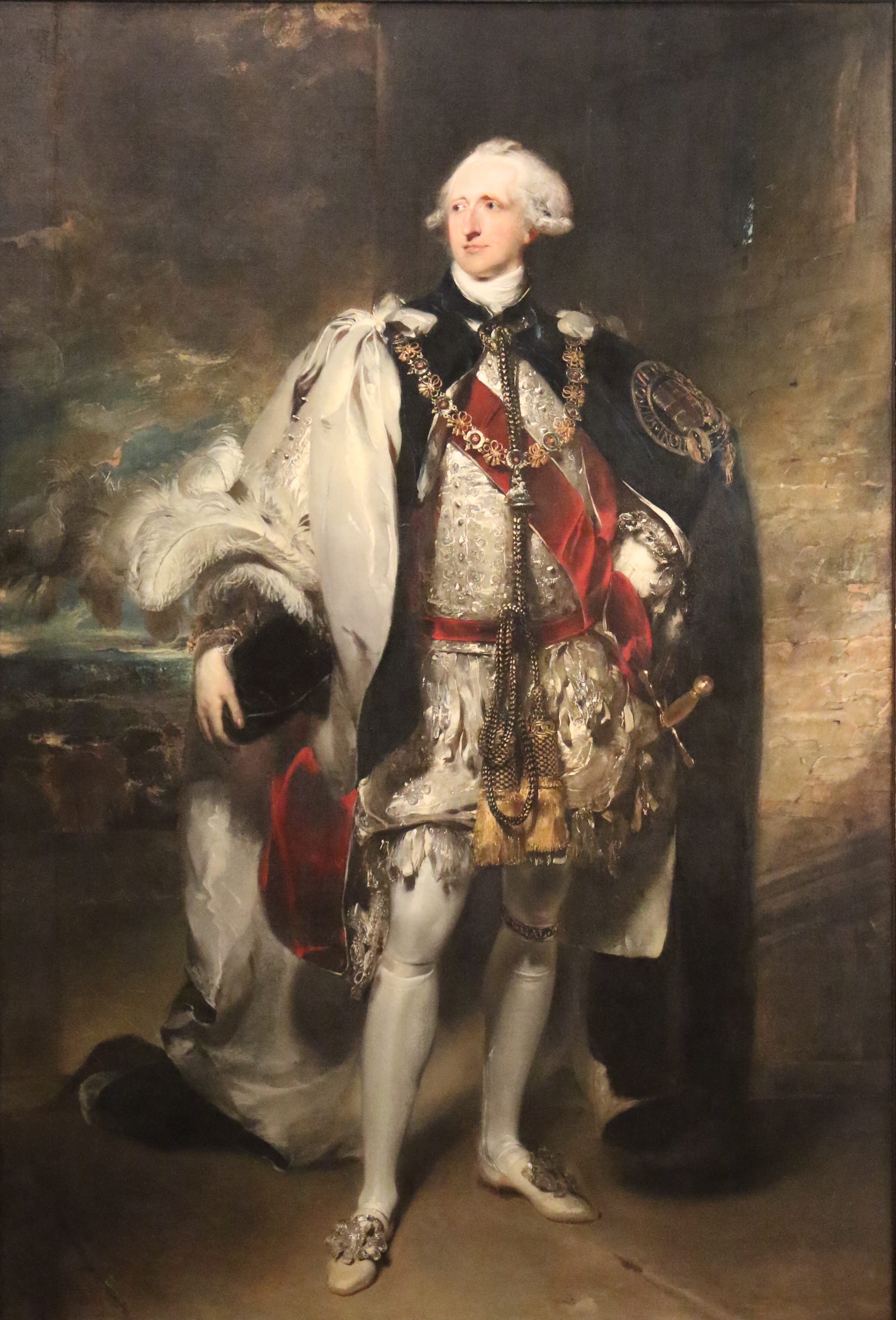
Francis Godolphin Osborne, 5. Duke of Leeds

Francis Godolphin Osborne, 5. Duke of Leeds (* 29. Januar 1751; † 31. Januar 1799) war ein britischer Aristokrat (Peer) und Politiker.

## Leben

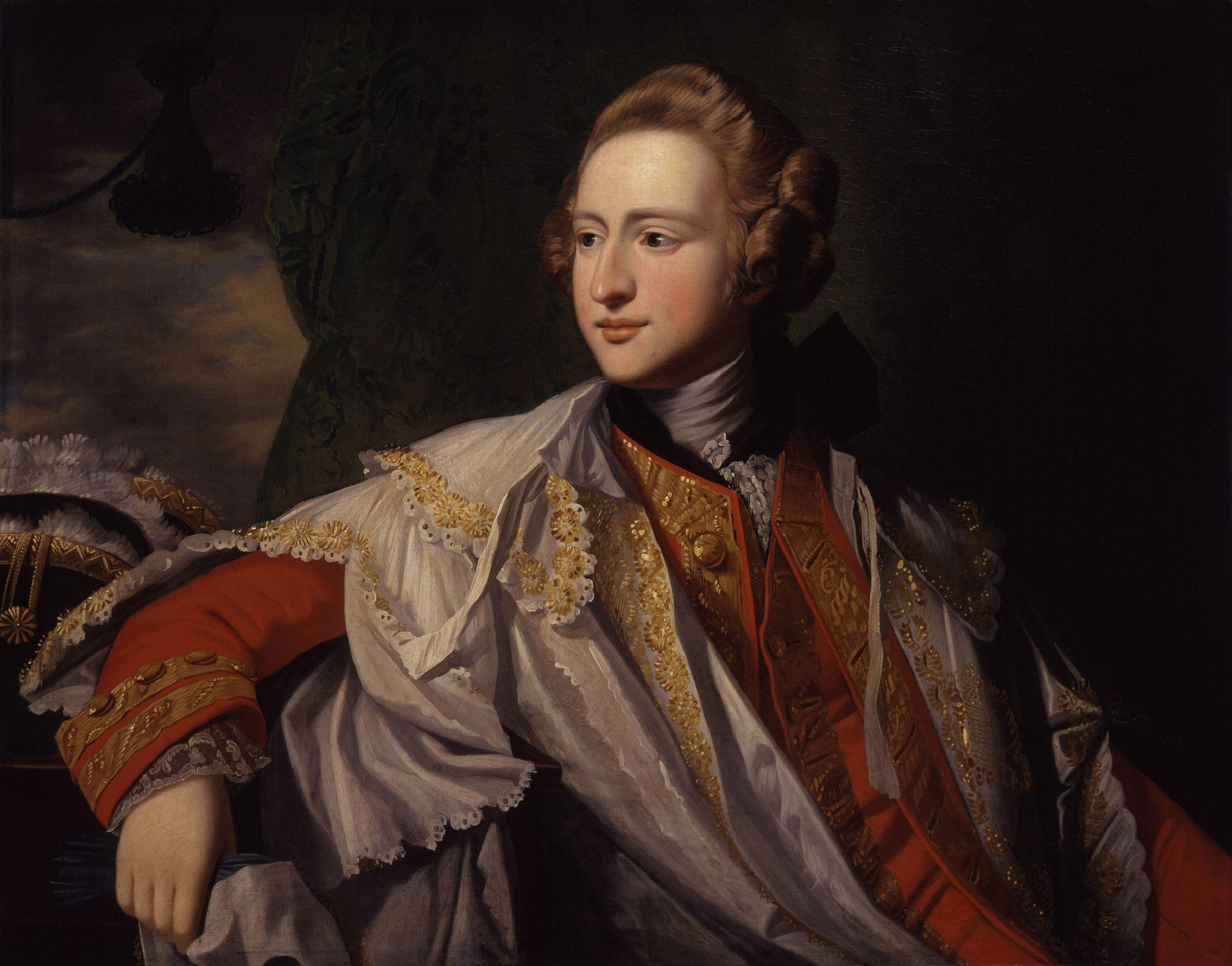
Francis Osborne als junger Mann

Francis Osborne war der Sohn von Thomas Osborne, 4. Duke of Leeds und Mary Godolphin, einer Tochter von Francis Godolphin, 2. Earl of Godolphin. Als Titelerbe führte er den Höflichkeitstitel Marquess of Carmarthen. 
Osborne wurde an der Westminster School und an dem Christ Church College an der University of Oxford ausgebildet. Von 1774 bis 1775 war er Abgeordneter im House of Commons. 1776 wurde er als 5. Baron Osborne durch Writ of Acceleration in das House of Lords berufen. 1777 wurde er unter König George III. zum Lord Chamberlain of the Household der Königin ernannt, der aus Deutschland stammenden Sophie Charlotte von Mecklenburg-Strelitz.
Im House of Lords (Oberhaus) war er ein entschlossener Gegner des Premierministers Lord North, der ihn 1780 um seine Positionen als Lord Chamberlain und als Lord Lieutenant des East Riding of Yorkshire brachte. Er gewann letztere jedoch zwei Jahre später wieder zurück.
1783 wurde Osborne als Botschafter in Frankreich vorgeschlagen, er lehnte diesen Posten aber ab und übernahm in der Regierung von William Pitt den 1782 neu geschaffenen Posten eines Secretary of State for Foreign Affairs, was der Position eines Außenministers entsprach. 1789 wurde er nach dem Tod seines Vaters Thomas Osborne der Duke of Leeds und führte als Leader of the House of Lords von 1789 bis 1790 das Oberhaus an.
Nach seinem Ausscheiden aus dem Foreign Office (Auswärtiges Amt) 1791 nahm er nur mehr wenig an der Politik teil. Er starb 1799 in London im Alter von 48 Jahren. Seine erste Frau war Amelia (1754–1784), Tochter von Robert Darcy, 4. Earl of Holderness, und ab 1778 Baroness Conyers. Sein ältester Sohn George William Frederick Osborne folgte ihm als Duke of Leeds und seiner Mutter als Baron Conyers.